# Erbskopf - Marktal und Morast - Gabeltäler
Erbskopf - Marktal und Morast - Gabeltäler este o arie protejată (arie specială de conservare — SAC, sit de importanță comunitară — SCI) din Germania întinsă pe o suprafață de 734 ha, integral pe uscat.

## Localizare
Centrul sitului Erbskopf - Marktal und Morast - Gabeltäler este situat la coordonatele 50°37′54″N 10°53′43″E / 50.6317°N 10.8953°E.

## Înființare
Situl Erbskopf - Marktal und Morast - Gabeltäler a fost declarat sit de importanță comunitară în septembrie 2000 pentru a proteja 4 specii de animale. Situl a fost protejat și ca arie specială de conservare în iulie 2008.

## Biodiversitate
Situată în ecoregiunea continentală, aria protejată conține 15 habitate naturale: Lacuri eutrofice naturale cu vegetație de tip Magnopotamion sau Hydrocharition, Lacuri și iazuri distrofice naturale, Cursuri de apă de la nivel de câmpie la nivel montan, cu vegetație Ranunculion fluitantis și Callitricho-Batrachion, Pajiști uscate europene, Formațiuni ierboase bogate în specii de Nardus, dezvoltate pe substraturi silicioase în zone montane (și în zone submontane, în Europa continentală), Liziere de ierburi înalte hidrofile de câmpie și de nivel montan până la alpin, Fânețe montane, Mlaștini oligotrofe degradate, capabile încă de regenerare naturală, Mlaștini turboase de tranziție și turbării mișcătoare, Pante stâncoase silicioase cu vegetație casmofită, Păduri de fag Luzulo-Fagetum, Păduri de fag Asperulo-Fagetum, Păduri pe pante, grohotișuri și ravene de Tilio-Acerion, Mlaștini împădurite, Păduri acidofile de Picea de la nivel montan la nivel alpin (Vaccinio-Piceetea).
La baza desemnării sitului se află mai multe specii protejate:
- păsări (3): minunița (Aegolius funereus), ciocănitoare neagră (Dryocopus martius), ciuvică (Glaucidium passerinum)
- mamifere (1): liliac comun (Myotis myotis)

Pe lângă speciile protejate, pe teritoriul sitului au mai fost identificate 12 specii de plante, 2 specii de amfibieni, 7 specii de mamifere, 18 specii de nevertebrate, 1 specie de reptile.